# Jerry Moss
Jerome S. "Jerry" Moss, född 8 maj 1935 i Bronx i New York, död 16 augusti 2023 i Bel Air, Los Angeles, Kalifornien, var en amerikansk musikproducent och skivbolagsdirektör, mest känd som medgrundare till A&M Records, tillsammans med trumpetaren och orkesterledaren Herb Alpert.
Moss och Herb Alpert valdes in i Rock and Roll Hall of Fame 2006 som icke-uppträdande.

## Hästkapplöpning
2004 valdes Moss in i California Horse Racing Board. Han har fött och ägt galopphästar under flera år. 2005 segrade hans uppfödning Giacomo i Kentucky Derby, den första hästen som han någonsin anmält till löpet. 2011 valdes han in i Southern California Jewish Sports Hall of Fame.

## Privatliv
Jerry Moss var gift med Tina (Morse) Moss och bodde tillsammans med henne i Bel Air, Kalifornien, och Maui, Hawaii.